# Hugo Vetlesen
Hugo Vegard Vetlesen (Eigenbrakel, 29 februari 2000) is een, in België geboren, Noors voetballer die sinds 2023 uitkomt voor Club Brugge.

## Clubcarrière

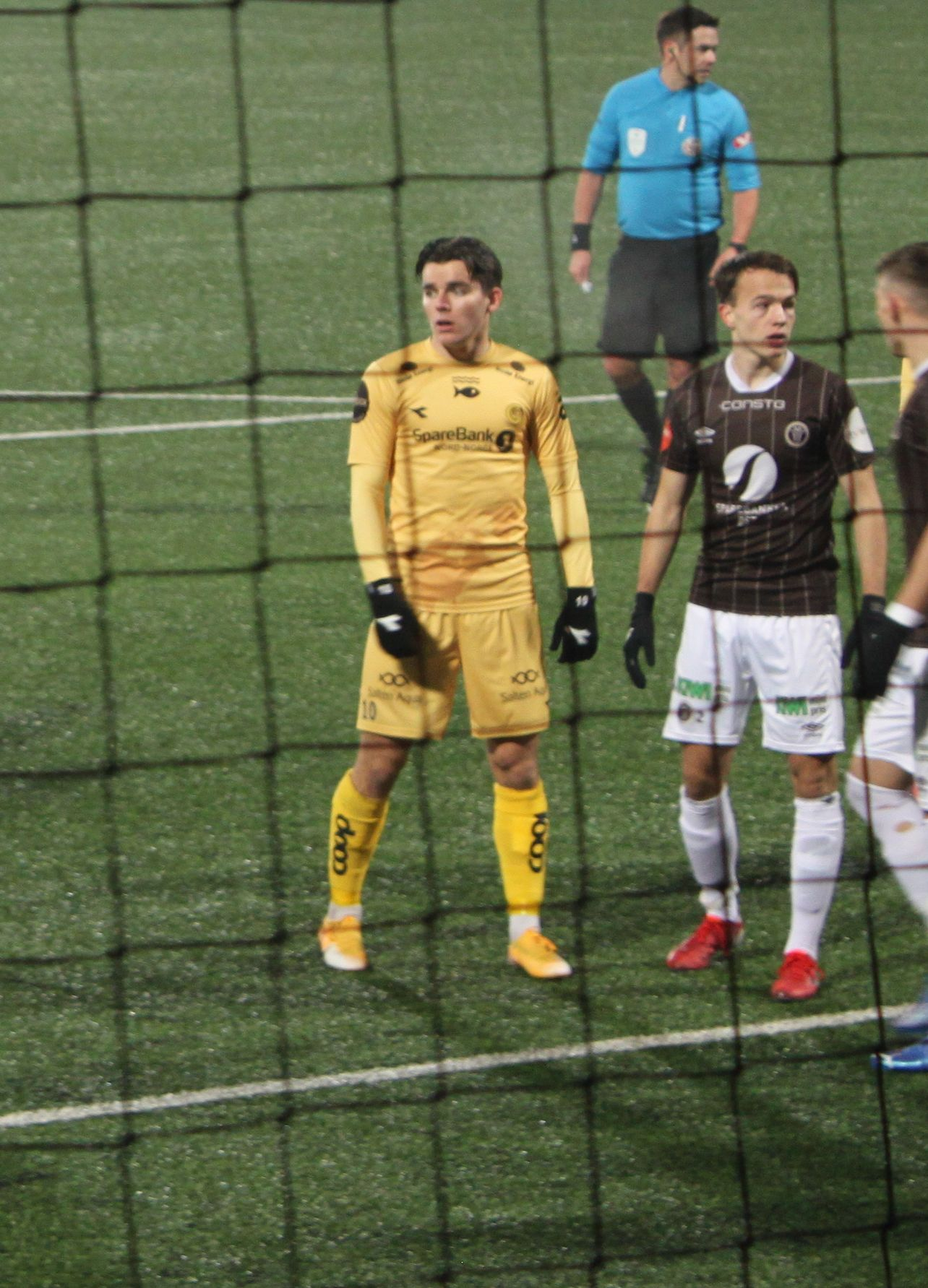
Vetlesen met Bodø/Glimt in 2021

Vetlesen heeft een Franse moeder en een Noorse vader die zich vestigden in de Belgische gemeente Waterloo. Hij woonde tot zijn vierde levensjaar in België waarna hij met zijn ouders verhuisde naar vaderland Noorwegen. Vetlesen zette zijn eerste voetbalstappen bij Haslum IL waarna hij de overstap kon maken naar de jeugdwerking van profclub Stabæk IF.
Vetlesen maakte op 2 april 2017 zijn officiële debuut in het eerste elftal van Stabæk IF: op de openingsspeeldag van de Eliteserien kreeg hij meteen een basisplaats tegen Aalesunds FK (3-1-winst). In drieënhalf seizoen speelde hij 105 officiële wedstrijden voor Stabæk in alle competities. In oktober 2020 stapte hij over naar Bodø/Glimt, waarmee hij nog geen maand later landskampioen werd. Een jaar later werd hij opnieuw kampioen met de club. In 2022 ging de landstitel naar Molde FK, maar werd Vetlesen, die dat seizoen goed was voor zestien goals en twaalf assists in de competitie, verkozen tot Speler van het Jaar in de Eliteserien.
In juli 2023 ondertekende Vetlesen een vierjarig contract bij Club Brugge.

## Clubstatistieken
| Seizoen | Club           | Land               | Competitie         | Competitie | Competitie | Beker | Beker | Internationaal | Internationaal | Totaal | Totaal |
| Seizoen | Club           | Land               | Competitie         | Wed.       | Dlp.       | Wed.  | Dlp.  | Wed.           | Dlp.           | Wed.   | Dlp.   |
| ------- | -------------- | ------------------ | ------------------ | ---------- | ---------- | ----- | ----- | -------------- | -------------- | ------ | ------ |
| 2017    | Stabæk Fotball | Vlag van Noorwegen | Eliteserien        | 26         | 0          | 5     | 0     | —              | —              | 31     | 0      |
| 2018    | Stabæk Fotball | Vlag van Noorwegen | Eliteserien        | 25         | 1          | 3     | 0     | —              | —              | 28     | 1      |
| 2019    | Stabæk Fotball | Vlag van Noorwegen | Eliteserien        | 24         | 0          | 3     | 1     | —              | —              | 27     | 1      |
| 2020    | Stabæk Fotball | Vlag van Noorwegen | Eliteserien        | 19         | 4          | 0     | 0     | —              | —              | 19     | 4      |
| 2020    | FK Bodø/Glimt  | Vlag van Noorwegen | Eliteserien        | 8          | 1          | 0     | 0     | —              | —              | 8      | 1      |
| 2021    | FK Bodø/Glimt  | Vlag van Noorwegen | Eliteserien        | 27         | 5          | 6     | 0     | 14             | 0              | 48     | 5      |
| 2022    | FK Bodø/Glimt  | Vlag van Noorwegen | Eliteserien        | 29         | 16         | 5     | 1     | 20             | 6              | 54     | 23     |
| 2023    | FK Bodø/Glimt  | Vlag van Noorwegen | Eliteserien        | 11         | 3          | 3     | 0     | 1              | 0              | 15     | 3      |
| 2023/24 | Club Brugge    | Vlag van België    | Jupiler Pro League | 37         | 3          | 3     | 2     | 16             | 2              | 56     | 7      |
| 2024/25 | Club Brugge    | Vlag van België    | Jupiler Pro League | 16         | 1          | 2     | 0     | 3              | 0              | 21     | 1      |
| Totaal  | Totaal         | Totaal             | Totaal             | 222        | 34         | 30    | 4     | 54             | 8              | 306    | 46     |

## Erelijst
| Noors kampioen     | 2x | 2020, 2021 |
| Club Brugge        |    |            |
| Belgisch kampioen  | 1x | 2023/24    |
| Beker van België   | 1x | 2024/25    |
| Belgische Supercup | 1x | 2025       |

| Individueel                    |    |      |
| Eliteserien Player of the Year | 1x | 2022 |